# Канън Бийч (град, Орегон)
Канън Бийч (на английски: Cannon Beach) е град в окръг Клатсъп, щата Орегон, САЩ. Канън Бийч е с население от 1680 жители (2007) и обща площ от 3,9 km². Намира се на 9,14 m надморска височина. ЗИП кодът му е 97110, а телефонният му код е 503.